# سیارک ۱۵۵۹۹
سیارک ۱۵۵۹۹ (به انگلیسی: 15599 Richardlarson، نامگذاری:2000GF99) پانزده هزار و پانصد و نود و نهمین سیارک کشف شده‌است که در ۷ آوریل ۲۰۰۰ کشف شد.
قدر مطلق سیارک برابر ۱۶.۲ است.